# Экспертиза промышленной безопасности
Экспертиза промышленной безопасности — комплексная оценка соответствия объектов промышленной безопасности установленным требованиям, проводимая независимыми экспертами в целях предупреждения аварий и инцидентов на опасных производственных объектах.

## Определение и назначение
Экспертиза промышленной безопасности представляет собой процедуру независимой оценки технических устройств, зданий, сооружений и других объектов, используемых на опасных производственных объектах, на предмет их соответствия требованиям промышленной безопасности.
Основными целями экспертизы являются:
- предупреждение аварий и инцидентов на опасных производственных объектах;

- обеспечение безопасности жизни и здоровья граждан;

- защита окружающей среды от вредного воздействия;

- оценка соответствия объектов установленным нормам и правилам.

## Правовая основа
В Российской Федерации правовые основы проведения экспертизы промышленной безопасности установлены следующими нормативными актами:
- Федеральный закон от 21.07.1997 № 116-ФЗ «О промышленной безопасности опасных производственных объектов»;

- Постановление Правительства РФ от 25.10.2019 № 1365 «О порядке проведения экспертизы промышленной безопасности»;

- Административный регламент Ростехнадзора по проведению экспертизы промышленной безопасности.

## Объекты экспертизы
Экспертизе промышленной безопасности подлежат:

### Технические устройства
- оборудование, применяемое на опасных производственных объектах;

- системы управления технологическими процессами;

- средства защиты и автоматики.

### Здания и сооружения
- производственные здания и сооружения;

- технологические трубопроводы;

- резервуары и ёмкости для хранения опасных веществ.

### Документация
- проектная документация на строительство, реконструкцию и техническое перевооружение;

- технические условия на производство технических устройств;

- инструкции по безопасной эксплуатации.

## Виды экспертизы

### Первичная экспертиза
Проводится при вводе в эксплуатацию новых объектов или после их реконструкции.

### Периодическая экспертиза
Осуществляется в установленные сроки для оценки состояния эксплуатируемых объектов.

### Внеочередная экспертиза
Проводится по решению Ростехнадзора или по заявлению собственника объекта при выявлении нарушений требований безопасности.

## Порядок проведения

### Этапы экспертизы
- Подача заявления о проведении экспертизы в Ростехнадзор.

- Назначение экспертной организации из числа аккредитованных.

- Проведение экспертизы с выездом на объект при необходимости.

- Подготовка заключения экспертизы.

- Утверждение заключения руководителем экспертной организации.

### Сроки проведения
- первичная экспертиза: до 30 рабочих дней;

- периодическая экспертиза: до 20 рабочих дней;

- внеочередная экспертиза: до 15 рабочих дней.

## Экспертные организации
Экспертиза промышленной безопасности может проводиться только организациями, аккредитованными Ростехнадзором. К таким организациям предъявляются следующие требования:
- наличие в штате экспертов по промышленной безопасности;

- соответствие критериям аккредитации;

- независимость от заказчика экспертизы;

- наличие необходимой материально-технической базы.

## Эксперты по промышленной безопасности

### Требования к экспертам
- высшее техническое образование;

- опыт работы в соответствующей области не менее 5 лет;

- аттестация в установленном порядке;

- отсутствие судимости.

### Обязанности экспертов
- соблюдение требований законодательства;

- объективность и независимость при проведении экспертизы;

- сохранение конфиденциальности информации;

- ответственность за достоверность заключения.

## Заключение экспертизы

### Содержание заключения
- информация об объекте экспертизы;

- результаты проведённых исследований;

- выводы о соответствии требованиям безопасности;

- рекомендации по устранению выявленных недостатков.

### Юридическая сила
Положительное заключение экспертизы является обязательным условием для:
- ввода объекта в эксплуатацию;

- продления срока службы технических устройств;

- получения разрешений на эксплуатацию.

## Международный опыт

### Европейский союз
В странах ЕС действует система сертификации CE, включающая оценку промышленной безопасности оборудования.

### США
Агентство по охране труда (OSHA) осуществляет надзор за промышленной безопасностью на федеральном уровне.

### Китай
Государственное управление по безопасности труда проводит экспертизу промышленной безопасности через специализированные институты.

## Перспективы развития
Современные тенденции в области экспертизы промышленной безопасности включают:
- внедрение цифровых технологий и искусственного интеллекта;

- развитие дистанционных методов контроля;

- стандартизацию процедур экспертизы на международном уровне;

- повышение роли превентивных мер безопасности.